# Лафборо, Джон Нортон
Джон Нортон Лафборо (англ. John Norton Loughborough; 26 января 1832, Виктор, штат Нью-Йорк — 7 апреля 1924) — евангелист, миссионер, писатель
, один из первых проповедников Церкви адвентистов седьмого дня.

## Биография
Предки Лафборо эмигрировали  в Америку из Англии в 1684 году и поселились в Нью-Джерси. Сын плотника, краснодеревщика и проповедника методистов. Получил домашнее образование и в воскресной школе, на церковных службах, молитвенных собраниях и уроках пения.
Был вовлечён в движение адвентистов седьмого дня на ранней стадии движения. 
Одна из организаторов Церкви адвентистов седьмого дня Эллен Уайт, зная его, призвала 20-летнего человека стать проповедником и он дал согласие. В 1860-х годах Лафборо имел уже достаточно серьёзный авторитет среди тех, кто был вовлечен в дискуссию о том, стоит ли создавать организованную деноминацию. Он не хотел, чтобы церковь стала обществом людей, объединенных вокруг одной веры, но чтобы каждый в ней имел свободу поклоняться Богу так, как ему подсказывает совесть.
Совершал служение в Новой Англии, Огайо, Мичигане, Калифорнии и Великобритании, куда часто ездил с семьей Уайт на различные собрания, где они вместе проповедовали. В 1853 году предпринял успешный трехмесячный проповеднический тур по Индиане, Иллинойсу и Висконсину.
В 1855 году Лафборо участвовал в постройке первого из многих адвентистских молитвенных домов в Батл-Крике, в котором он проповедовал.
Лафборо написал две книги. Одна из них, «Зарождение и развитие Трёхангельской вести», сгорела во время пожара в издательстве Ревью энд Геральд в 1903 году. В 1905 году он написал вторую, «Великое движение Второго пришествия», о том, во что верили и чему учили первые адвентисты, в которой описал свой первый опыт в истории церкви, видения и пророчества Елены Уайт, первые церковные разделения, различные философские и религиозные вопросы, а также поднял несколько автобиографических вопросов.